# ProA
Die ProA ist seit ihrer Gründung 2007 die zweithöchste Basketball-Liga der Herren in Deutschland. Unter der ProA existiert eine ProB-Liga, die offiziell als hierarchisch untergeordnete Staffel ebenfalls zur 2. Basketball-Bundesliga gezählt wird und seit 2010 zudem in die regionalen Gruppen Nord und Süd unterteilt ist.
Verantwortlich für den Spielbetrieb in der ProA ist die 2. Basketball-Bundesliga GmbH. Der Geschäftssitz der 2. Basketball-Bundesliga ist Köln, wo man mit der Basketball-Bundesliga eine gemeinsame Geschäftsstelle unterhält. Der Aufsichtsratsvorsitzende der 2. Basketball-Bundesliga ist der derzeitige Präsident des DBB, Ingo Weiss. Der Sitz des Aufsichtsrats wechselt turnusmäßig alle zwei Jahre zwischen den beiden Gesellschaftern.

## Geschichte
Die ProA löste ab der Saison 2007/2008 die bisher zweigleisige 2. Basketball-Bundesliga ab, die vorher in die regionalen Staffeln Nord und Süd aufgeteilt war. Sie wurde geschaffen, um die Vereine zu professionalisieren und um bei Aufstieg den Übergang in die erste Basketball-Bundesliga (BBL) zu erleichtern. Ursprünglich mit einer Sollstärke von 16 Mannschaften ausgestattet, reduzierte sich die Anzahl der Mannschaften in der Saison 2011/12 auf 15, da nach dem Rückzug des UBC Hannover kein Nachrücker mehr gefunden werden konnte. In den folgenden Spielzeiten konnte durch weitere Wildcards die Sollstärke immer erreicht werden.
In der ProA 2010/11 wurde beim Spiel zwischen Gastgeber und Tabellenführer FC Bayern München und dem Tabellenzweiten Würzburg Baskets ein Zuschauerrekord mit 12.200 Zuschauern in der Münchner Olympiahalle erreicht. Dies gilt als höchster Zuschauerzuspruch für ein Basketballspiel in einer zweithöchsten Spielklasse; als Novum für ein deutsches Basketballspiel der zweithöchsten Spielklasse wurde die Partie auch als Liveübertragung im frei empfangbaren Fernsehen des Bayerischen Rundfunks gezeigt.
Im Bemühen um die weitere Professionalisierung der Liga und ihrer Vereine wurden diverse Bestimmungen verschärft. In der ProA 2014/15 machten dabei die finke baskets Paderborn und die Ligaorganisation sogar international Schlagzeilen, als eine vermeintlich fahrlässig durch eine Computer-Betriebssystem-Aktualisierung herbeigeführte Spielbeginnverzögerung zu Punktabzügen im Duell zweier Abstiegskandidaten führte, welche den sportlichen Kampf um den Klassenerhalt bereits vor dem letzten Spieltag entschieden hätte. Der Eindruck verbesserte sich nicht, als schließlich dem Paderborner Einspruch gegen den Punktabzug stattgegeben wurde und der bereits in einer Medien-Information verkündete Abstieg der Paderborner zurückgenommen wurde.
Bis 2013 fungierte Nicolas Grundmann als Geschäftsführer der 2. Bundesliga, Sein Nachfolger wurde Daniel Müller. Im Februar 2018 übernahm die Krankenkasse Barmer die Namensrechte an der 2. Basketball-Bundesliga. Müller gab Mitte Februar 2019 bekannt, zum Ende der Saison 2018/19 als Geschäftsführer auszuscheiden. Zum 1. August 2019 wurde Christian Krings Nachfolger Müllers als Ligageschäftsführer.
Am 17. März 2020 hat die Liga aufgrund der massiven Covid-19-Ausbreitung den Spielbetrieb für die Saison 2019/2020 eingestellt. Zu diesem Zeitpunkt waren 29 Spieltage absolviert. Die bis dahin erzielten Ergebnisse ergeben somit die Abschlusstabelle – auf die Play-offs wird verzichtet. Weiter wurde mitgeteilt, dass die Niners Chemnitz und die Eisbären Bremerhaven als erst- und zweitplatzierte Mannschaften das sportliche Aufstiegsrecht in die Basketball-Bundesliga BBL erhalten. In die ProB stieg kein Verein ab. Auch in der Folgesaison gab es keinen Absteiger. Sieger eines modifizierten Playoff-Formats wurden die MLP Academics Heidelberg vor den Bayer Giants Leverkusen.

## Modus und Ausrichtung

### Spielmodus
Eine ProA-Saison beginnt am 1. Juli und endet am 30. Juni, wobei der Spielbetrieb meist von Ende September bis Anfang Mai läuft. Eine Saison ist in mehrere Teilwettbewerbe gegliedert: Während der Hauptrunde spielen die (regulär) 16 Bundesligisten in einer Hin- und Rückrunde gegeneinander. Die acht bestplatzierten Ligateilnehmer der Hauptrunde (bei Punktgleichheit zählt zuerst der direkte Vergleich, dann das Gesamt-Korbverhältnis) qualifizieren sich für einen Play-off-Abschnitt. Die Play-offs werden im Best-of-Five-Modus ausgetragen, das besserplatzierte Team der Hauptrunde erhält im ersten, dritten und (eventuell stattfindenden) fünften Spiel das Heimrecht. Die Sieger der ersten und zweiten Play-off-Runde ziehen schließlich in die Finalrunde. Das Finale wird in einem Hin- und einem Rückspiel ausgetragen, der Sieger ist der Meister der ProA. Beide Finalteilnehmer erhalten das sportliche Aufstiegsrecht in die Basketball-Bundesliga. Sollte eine oder beide der Finalmannschaften das sportliche Aufstiegsrecht nicht wahrnehmen (können), gibt es keine Nachzügler und die Bundesliga kann den fehlenden Platz mit einer Wildcard auffüllen. Die beiden letztplatzierten Mannschaften der Hauptrunde stehen als sportliche Absteiger in die ProB fest, während der Meister und der Vizemeister der ProB in die ProA aufsteigen dürfen.
Von der Saison 2007/08 bis einschließlich zur Saison 2010/11 wurden keine Play-offs gespielt und die beiden Hauptrundensieger erhielten das Aufstiegsrecht.

### Rahmenbedingungen für die Lizenzerteilung
Zur Teilnahme am Spielbetrieb der ProA müssen die Vereine eine Lizenz beantragen, durch die bestimmte Standards sichergestellt werden sollen. Laut Lizenzstatut müssen folgende Kriterien erfüllt sein:
- Nachweis der sportlichen Qualifikation. Diese erfolgt durch Abstieg aus der Basketball-Bundesliga oder dem Aufstieg aus der ProB. Alternativ kann ein ProA-Ligist das Teilnahmerecht durch eine Teilnahmerechtsübertragung oder durch eine Wildcard erhalten.
- Nachweis der wirtschaftlichen Leistungsfähigkeit. Hierzu gehört neben der Erstellung eines ordnungsgemäßen Jahresabschlusses ab der Saison 2022/23 der Nachweis eines positiven Eigenkapitals, bis zur Saison 2024/25 in Höhe von 50.000 €.
- Nachweis der spieltechnischen Einrichtungen. Es muss in einer Halle gespielt werden, die die Standards der ProA erfüllt.[13] Diese muss u. a. mindestens 1.500 Zuschauer fassen und an mindestens drei Spielfeldseiten Tribünen aufweisen, sowie ein Spielfeld aus Holzparkett und einen VIP- und Presseraum bieten.
- Nachweis der ordnungsgemäßen kaufmännischen Einrichtung des Geschäftsbetriebes.
- Nachwuchsförderung. Jeder ProA-Ligist muss mindestens zehn Jugendmannschaften sowie eine Mannschaft in der Jugend-Basketball-Bundesliga betreiben und mindestens vier Grundschul-AGs unterhalten.

Bis 2013 gab es einen Mindestetat von 350.000 €, der von jeder Mannschaft erbracht werden musste. Im Anschluss wurde ein Punktekatalog eingeführt, durch den die Einhaltung der Standards gewährleistet werden sollte. Dadurch konnte ein ProA-Ligist einzelne organisatorische Schwächen durch Stärken in anderen Bereichen ausgleichen. Dieser Punktekatalog galt bis einschließlich zur Saison 2017/18.

## Übertragungsrechte
Zur Saison 2014/15 sicherte sich der Online-Streamingdienst Sportdeutschland.TV die Übertragungsrechte einzelner ProA-Spiele. Damit waren zum ersten Mal Spiele der 2. Basketball-Bundesliga live oder on-Demand abrufbar. Während der Saison 2017/18 begann der Streamingdienst airtango damit, alle Partien aller Vereine auszustrahlen. Seit der Saison 2020/21 hält Sportdeutschland.TV erneut die Übertragungsrechte. Der Vertrag läuft bis 2025.
Übertragungen der ProA im Free-TV sind selten. Das erste im Fernsehen übertragene Spiel fand zwischen S.Oliver Würzburg und dem FC Bayern München in der Saison 2010/11 statt. Das Eröffnungsspiel der Saison 2018/19 zwischen den Rostock Seawolves und den RÖMERSTROM Gladiators Trier wurde ebenfalls auf Sport1 übertragen.

## Mannschaften der ProA
| Team                          | Heimspielort         | Bundesland | Halle                  |
| ----------------------------- | -------------------- | ---------- | ---------------------- |
| BBC Bayreuth                  | Bayreuth             | BY         | Oberfrankenhalle       |
| VfL SparkassenStars Bochum    | Bochum               | NW         | Rundsporthalle Bochum  |
| SG ART Giants Düsseldorf      | Düsseldorf           | NW         | Castello Düsseldorf    |
| Eisbären Bremerhaven          | Bremerhaven          | HB         | Stadthalle Bremerhaven |
| Phoenix Hagen                 | Hagen                | NW         | Krollmann-Arena        |
| Science City Jena             | Jena                 | TH         | Sparkassen-Arena       |
| PS Karlsruhe Lions            | Karlsruhe            | BW         | Lina-Radke-Halle       |
| VfL Kirchheim Knights         | Kirchheim unter Teck | BW         | Sporthalle Stadtmitte  |
| EPG Baskets Koblenz           | Koblenz              | RP         | CGM Arena              |
| Nürnberg Falcons BC           | Nürnberg             | BY         | KIA Metropol Arena     |
| Artland Dragons               | Quakenbrück          | NI         | Artland-Arena          |
| RÖMERSTROM Gladiators Trier   | Trier                | RP         | SWT-Arena              |
| SC Rasta Vechta II (Farmteam) | Vechta               | NI         | Rasta Dome             |
| Uni Baskets Münster           | Münster              | NW         | Sporthalle Berg Fidel  |
| JobStairs GIESSEN 46ers       | Gießen               | HE         | Sporthalle Gießen-Ost  |
| Dresden Titans                | Dresden              | SN         | Margon Arena           |
| Tigers Tübingen               | Tübingen             | BW         | Paul Horn-Arena        |
| Crailsheim Merlins            | Crailsheim           | BW         | Arena Hohenlohe        |

## Zuschauerzahlen
| Saison  | Insgesamt | Anzahl Spiele | im Schnitt (Ø) | Ø-Entwicklung | Ø-Kapazität |
| ------- | --------- | ------------- | -------------- | ------------- | ----------- |
| 2006/07 | 251.520   | 240           | 1.048          | —             | k. A.       |
| 2007/08 | 249.388   | 240           | 1.039          | 0−0,85 %      | 1.999       |
| 2008/09 | 280.647   | 240           | 1.169          | +12,53 %      | 2.210       |
| 2009/10 | 282.566   | 240           | 1.177          | 0+0,68 %      | 2.178       |
| 2010/11 | 338.373   | 1237 1        | 1.428          | +21,27 %      | 2.685       |
| 2011/12 | 257.372   | 2210          | 1.226          | −14,16 %      | 32.539      |
| 2012/13 | 280.560   | 240           | 1.169          | 0−4,62 %      | 32.419      |
| 2013/14 | 325.106   | 240           | 1.355          | +15,88 %      | 32.495      |
| 2014/15 | 398.730   | 240           | 1.661          | +22,65 %      | 32.389      |
| 2015/16 | 353.274   | 240           | 1.472          | −11,40 %      | 32.454      |
| 2016/17 | 365.689   | 240           | 1.524          | 0+3,51 %      | 2.454       |
| 2017/18 | 382.527   | 240           | 1.594          | 0+4,58 %      | 2.622       |
| 2018/19 | 409.986   | 240           | 1.708          | 0+7,15 %      | 2.582       |
| 2019/20 | 373.294   | 232           | 1.609          | 0−5,80 %      | 2.821       |
| 2020/21 | 5.503     | 17            | 324            | 0−79,86 %     | 2.733       |
| 2021/22 | 217.535   | 272           | 800            | 0+146,91 %    | 2.839       |
| 2022/23 | 514.566   | 306           | 1.682          | 0+110,25 %    | 2.962       |
| 2023/24 | 625.833   | 306           | 2.045          | 0+21,58 %     | 3.244       |

Hinweis: Die dargestellten Zuschauerzahlen beziehen sich auf die Hauptrunde, die seit der Saison 2011/2012 existierenden Play-offs werden hier nicht berücksichtigt.

1. ↑  In der Spielzeit 2010/11 wurden wegen der Insolvenz und des folgenden Entzugs der Spielberechtigung der GiroLive-Ballers Osnabrück drei Spiele weniger ausgetragen.
2. ↑  In der Spielzeit 2011/12 startete man im Gegensatz zu den Vorjahren mit einer Mannschaft weniger und nur 15 Vereinen in die Saison.
3. 1 2 3 4 5  Ausweichspielstätten wurden nicht berücksichtigt.
4. ↑  Wegen der COVID-19-Pandemie in Deutschland wurde die Hauptrunde vorzeitig beendet.
5. ↑  Wegen der andauernden Pandemie konnten nur zu Saisonbeginn vereinzelte Partien vor einer begrenzten Anzahl Zuschauern stattfinden.

## Meister der ProA
In den ersten vier Spielzeiten der ProA wurden der Meister, beziehungsweise die Aufsteiger, durch das Abschneiden in der Abschlusstabelle nach dem Ligasystem ermittelt. Seit der Saison 2011/12 erfolgt die Ermittlung des Meisters und der Aufsteiger durch Play-off-Spiele, die nach der im Ligasystem durchgeführten Hauptrunde ausgetragen werden.
| Saison    | 1. Platz                 | 2. Platz                  |
| --------- | ------------------------ | ------------------------- |
| 2007/08   | Giants Nördlingen        | Cuxhaven BasCats 1        |
| 2008/09   | Mitteldeutscher BC       | Phoenix Hagen             |
| 2009/10   | BBC Bayreuth             | Cuxhaven BasCats 1        |
| 2010/11   | FC Bayern München        | Würzburg Baskets          |
| Saison    | Meister                  | Finalist                  |
| 2011/12   | Mitteldeutscher BC       | VfL Kirchheim Knights 1   |
| 2012/13   | SC Rasta Vechta          | Düsseldorf Baskets 2      |
| 2013/14   | BG Göttingen             | Crailsheim Merlins        |
| 2014/15   | Gießen 46ers             | s.Oliver Baskets          |
| 2015/16   | Science City Jena        | SC Rasta Vechta           |
| 2016/17   | Mitteldeutscher BC       | Oettinger Rockets         |
| 2017/18   | SC Rasta Vechta          | Crailsheim Merlins        |
| 2018/19   | Hamburg Towers           | Nürnberg Falcons BC 3     |
| 2019/20 4 | Niners Chemnitz          | Eisbären Bremerhaven 5    |
| 2020/21   | MLP Academics Heidelberg | Bayer Giants Leverkusen 6 |
| 2021/22   | Rostock Seawolves        | Tigers Tübingen 7         |
| 2022/23   | SC Rasta Vechta          | Tigers Tübingen           |
| 2023/24   | PS Karlsruhe LIONS 8     | FRAPORT SKYLINERS         |
| 2024/25   | Gladiators Trier         | Science City Jena         |